# آبي شتاين
آبي شتاين (بالإنجليزية: Abby Stein)‏ (و. 1991  م) هي مؤلفة، وخطيبة، وعارضة، ولدت في نيويورك.

## التعليم
تعلمت في مدرسة كولومبيا الجامعية للدراسات العمومية ‏
.

## وصلات خارجية
- آبي شتاين على موقع IMDb (الإنجليزية)
- آبي شتاين في قاعدة بيانات الأفلام على الإنترنت